# Política agrària
La política agrària descriu un conjunt de lleis relacionades amb l'agricultura nacional i les importacions de productes agrícoles estrangers. Els governs solen implementar polítiques agrícoles amb l'objectiu d'aconseguir un resultat específic en els mercats nacionals de productes agrícoles.
Les polítiques agrícoles utilitzen metes, objectius i itineraris predeterminats establerts per un individu o un govern amb el propòsit d'aconseguir un resultat determinat, en benefici de l'individu, la societat i l'economia de les nacions en general. Les polítiques agràries tenen en compte els processos primaris, secundaris i terciaris en la producció agrícola. Els resultats poden incloure, per exemple, un nivell de subministrament garantit, estabilitat de preus, qualitat del producte, selecció de productes, ús del sòl o ocupació.
L'agricultura té grans impactes sobre el canvi climàtic, que s'estima que contribueix entre el 20 i el 25% de les emissions anuals mundials a partir del 2010. A més, l'agricultura és molt vulnerable als impactes negatius del canvi climàtic, com ara la disminució de l'accés a l'aigua, els processos geofísics com l'augment del nivell dels oceans i el canvi climàtic, i els processos socioeconòmics que afecten els agricultors, molts dels quals es troben en condicions econòmiques de subsistència. Perquè la mitigació i l'adaptació al canvi climàtic siguin efectives, cal implementar una àmplia gamma de polítiques per reduir el risc d'impactes negatius del canvi climàtic en l'agricultura i les emissions de gasos d'efecte hivernacle del sector agrícola.

## Temes d'interès de la política agrària
Un exemple de l'amplitud i els tipus de preocupacions en matèria de política agrària es pot trobar en l'article de l'Oficina d'Economia Agrícola i dels Recursos d'Austràlia "Economies agrícoles d'Austràlia i Nova Zelanda", que diu que els principals desafiaments i problemes que enfronta la seva indústria agrícola industrial són:
- desafiaments de comercialització i gustos dels consumidors
- entorn comercial internacional (condicions del mercat mundial, barreres al comerç, quarantena i barreres tècniques, manteniment de la competitivitat global i la imatge del mercat, i gestió de qüestions de bioseguretat que afecten a les importacions i l'estat de malaltia de les exportacions)
- bioseguretat (plagues i malalties com a encefalopatia espongiforme bovina (EEB), grip aviària, febre aftosa, càncer dels cítrics i carbó de la canya de sucre)
- infraestructura (com a transport, ports, telecomunicacions, energia i instal·lacions de reg)
- habilitats de gestió i oferta de mà d'obra (amb requisits cada vegada majors per a la planificació empresarial, una major consciència del mercat, l'ús de tecnologia moderna com ordinadors i sistemes de posicionament global i una millor gestió agronòmica, els administradors agrícoles moderns hauran d'adquirir cada vegada més habilitats. Exemples: capacitació de treballadors qualificats, el desenvolupament de sistemes de contractació de mà d'obra que brinden continuïtat del treball en indústries amb forts pics estacionals, eines de comunicació modernes, investigació d'oportunitats de mercat, investigació dels requisits dels clients, planificació comercial inclosa la gestió financera, investigació de les últimes tècniques agrícoles, habilitats de gestió de riscos)
- coordinació (una agenda estratègica nacional més coherent per a la investigació i el desenvolupament agrícoles; participació més activa dels inversors en investigació en col·laboració amb els proveïdors d'investigació que desenvolupen programes de treball; major coordinació de les activitats d'investigació en totes les indústries, organitzacions d'investigació i temes; i inversió en capital humà per garantir un grup qualificat de personal d'investigació en el futur).
- tecnologia (investigació, adopció, productivitat, cultius genèticament modificats (GM), inversions)
- aigua (drets d'accés, comerç d'aigua, subministrament d'aigua per a resultats ambientals, assignació de risc en resposta a la reassignació d'aigua de l'ús consuntiu a l'ús ambiental, comptabilització del proveïment i assignació de l'aigua)
- qüestions d'accés als recursos (gestió de la vegetació nativa, protecció i millora de la biodiversitat, sostenibilitat dels recursos agrícoles productius, responsabilitats dels propietaris de terres)[1]

### Reducció de la pobresa
L'agricultura segueix sent el principal contribuent als mitjans de vida del 75% dels pobres del món que viuen en zones rurals. Per tant, fomentar el creixement agrícola és un aspecte important de la política agrícola al món en desenvolupament. A més, un document recent sobre Perspectiva dels Recursos Naturals de l'Overseas Development Institute va trobar que una bona infraestructura, educació i serveis d'informació efectius a les àrees rurals eren necessaris per millorar les oportunitats de fer que l'agricultura funcioni per als pobres.

### Bioseguretat
Els problemes de bioseguretat que enfronta l'agricultura industrial poden il·lustrar-se mitjançant:
- l'amenaça que representa el H5N1 per les aus de corral i els éssers humans ; possiblement causat per l'ús de bovines animals
- l'amenaça que representa pel bestiar i els éssers humans la encefalopatia espongiforme bovina (EEB); possiblement causada per l'alimentació no natural del bestiar per minimitzar els costos
- L'amenaça per a la indústria es beneficia de malalties com la febre aftosa i el càncer dels cítrics, que la creixent globalització fa més difícil de contenir.

### Influenza aviari
L'ús de vacunas per a animals pot crear nous virus que maten a les persones i causen amenaces de pandèmia de grip . H5N1 és un exemple d'on podria haver ocorregut això. Segons l'article dels CDC "Brollis d'H5N1 i influenza enzoòtica" de Robert G. Webster et al .: "La transmissió de l'H5N1 altament patogen de les aus de corral domèstiques a les aus aquàtiques migratòries en l'oest de la Xina ha augmentat la propagació geogràfica. La propagació de l'H5N1 i el seu probable La reintroducció a les aus de corral domèstiques augmenta la necessitat de bones vacunes agrícoles. De fet, la causa principal de la contínua amenaça de la pandèmia H5N1 pot ser la forma en què la patogenicitat dels virus H5N1 està emmascarada pels virus de la influenza que circulen conjuntament o les males vacunes agrícoles ". El Dr. Robert Webster explica: "Si usa una bona vacuna, pot prevenir la transmissió entre les aus de corral i els humans. Però si han estat usant bovines ara [a la Xina] durant diversos anys, per què hi ha tanta grip aviari? una mala vacuna que deté la malaltia en l'au, però l'au segueix eliminant el virus, mantenint-ho i canviant-ho. I crec que això és el que està succeint a la Xina. Ha de ser així. O no s'està usant suficient vacuna o s'està utilitzant una vacuna de qualitat inferior. Probablement ambdues. No és només la Xina. No podem culpar a la Xina per les vacunes de qualitat inferior. Crec que hi ha vacunes de qualitat inferior per la influenza en les aus de corral a tot el món ".
En resposta a les mateixes preocupacions, Reuters informa que l'expert en malalties infeccioses d'Hong Kong, El Wing-lok, indica que les bovines han de tenir la màxima prioritat. Julie Hall, que està a càrrec de la resposta de l'OMS al brot a la Xina, va afirmar que les vacunes de la Xina podrien estar emmascarant el virus. La BBC va informar que la Dra. Wendy Barclay, viròloga de la Universitat de Reading, Regne Unit, va dir: "Els xinesos han fet una vacuna basada en genètica inversa feta amb antígens H5N1, i l'han estat usant. Hi ha hagut moltes crítiques del que han fet perquè han protegit als seus pollastres contra la mort d'aquest virus, però els pollastres encara s'infecten, i després s'obté la deriva (el virus muta en resposta als anticossos) i ara tenim una situació en la qual tenim cinc o més sis 'sabors' d'H5N1 que hi ha".

### Encefalopatia espongiforme bovina
L'encefalopatia espongiforme bovina (EEB), comunament coneguda com a "malaltia de les vaques boges", és una malaltia neurodegenerativa mortal del bestiar, que infecta per un mecanisme que va sorprendre als biòlegs després del seu descobriment a la fi del segle xx. En el Regne Unit, el país més afectat, 179.000 caps de bestiar es van infectar i 4,4 milions van morir com a mesura de precaució. La malaltia es pot transmetre als éssers humans que mengen o inhalen material dels cadàvers infectats. En els éssers humans, es coneix com a nova variant de la malaltia de Creutzfeldt-Jakob (vCJD o nvCJD), i al juny de 2007, havia matat a 165 persones a Gran Bretanya i sis en altres llocs i s'espera que el nombre augmenti a causa del llarg període d'incubació de la malaltia. Entre 460.000 i 482.000 animals infectats amb EEB havien entrat en la cadena alimentària humana abans que s'introduïssin els controls de les despulles d'alt risc en 1989.
Una investigació britànica sobre l'EEB va concloure que l'epidèmia va ser causada per l'alimentació del bestiar, que normalment són herbívors, amb restes d'un altre bestiar en forma de farina de carn i ossos (HCH), la qual cosa va provocar la propagació de l'agent infecciós. L'origen de la malaltia en si segueix sent desconegut. L'opinió científica actual és que les proteïnes infeccioses anomenades prions es van desenvolupar per mutació espontània, probablement en la dècada de 1970, i existeix la possibilitat que l'ús de plaguicides organofosforats augmentés la susceptibilitat del bestiar a la malaltia. L'agent infecciós es distingeix per les altes temperatures a les quals pot sobreviure; això va contribuir a la propagació de la malaltia a Gran Bretanya, que havia reduït les temperatures utilitzades durant el seu procés d'extracció. Un altre factor que va contribuir va ser l'alimentació de vedells molt joves amb suplements de proteïnes infectades en lloc de la llet de les seves mares.

### Febre aftosa
La febre aftosa és una molt contagiosa i algunes vegades fatal viral malaltia de bestiar i porcs. També pot infectar a cérvols, cabres, ovelles i altres bòvids amb peülles hendides, així com a elefants, rates i eriçons. Els éssers humans es veuen afectats sol en molt rares ocasions. La febre aftosa es presenta en gran part del món i, si ben alguns països han estat lliures de febre aftosa durant algun temps, la seva àmplia gamma d'hostes i la seva ràpida propagació representen un motiu de preocupació internacional. En 1996, les àrees endèmiques incloïen Àsia, Àfrica i parts d'Amèrica del Sud. Amèrica del Nord, Austràlia, Nova Zelanda i al Japó han estat lliures de febre aftosa durant molts anys. La majoria dels països europeus han estat reconeguts com a lliures i els països pertanyents a la Unió Europea han deixat de vacunar contra la febre aftosa.
La infecció per febre aftosa tendeix a ocórrer localment, és a dir, el virus es transmet a animals susceptibles a través del contacte directe amb animals infectats o amb corrals o vehicles contaminats utilitzats per transportar bestiar. La roba i la pell dels cuidadors d'animals, com els grangers, l'aigua estancada i les restes de menjar cru i els complements alimentosos que contenen productes animals infectats també poden albergar el virus. Les vaques també poden contreure la febre aftosa del semen de toros infectats. Les mesures de control inclouen la quarantena i la destrucció del bestiar infectat i la prohibició d'exportar carn i altres productes animals a països no infectats amb la malaltia.
Atès que la febre aftosa rares vegades infecta als éssers humans, però es propaga ràpidament entre els animals, constitueix una amenaça molt major per a la indústria agrícola que per a la salut humana. Els agricultors de tot el món poden perdre enormes quantitats de diners durant una epidèmia de febre aftosa, quan es destrueix un gran nombre d'animals i disminueixen els ingressos de la producció de llet i carn. Una de les dificultats de la vacunació contra la febre aftosa és l'enorme variació entre els serotips i fins i tot dins d'ells. No hi ha protecció creuada entre serotips (el que significa que una vacuna per un serotip no protegirà contra uns altres) i, a més, dos ceps dins d'un serotip donat poden tenir seqüències de nucleòtids que difereixen fins a en un 30% per a un gen determinat.. Això significa que les vacunes contra la febre aftosadebe ser molt específic per al cep involucrat. La vacunació solament proporciona immunitat temporal que dura de mesos a anys. Per tant, els països rics mantenen una política de prohibició de les importacions de tots els països, que no han demostrat estar lliures de febre aftosa segons els estàndards dels Estats Units o la UE. Est és un punt de discòrdia.
Encara que aquesta malaltia no és perillosa per als humans i rares vegades és fatal per als animals sans, redueix la producció de llet i carn. Els brots poden detenir-se ràpidament si els agricultors i transportistes es veuen obligats a complir les regles existents. Per tant, (a més de la incomoditat temporal per als animals), qualsevol brot al món ric no hauria de ser més un problema econòmic cíclic i localitzat. Per als països amb vida silvestre que passeja lliurement, és gairebé impossible demostrar que estan completament lliures d'aquesta malaltia. Si ho intenten, es veuen obligats a erigir tanques en tot el país, la qual cosa destrueix la migració de vida silvestre. Atès que la detecció i notificació de la febre aftosa ha millorat i s'ha accelerat enormement, gairebé tots els països pobres podrien ara crear de forma segura zones d'exportació lliures de febre aftosa. Però els països rics es neguen a canviar les regles. En efecte,
El resultat és que si arriba la sequera, els pobres tracten de tirar endavant venent els seus pocs animals. Això satura ràpidament la demanda regional. La prohibició d'exportar després destrueix el valor d'aquests animals, destruint de fet el mecanisme de supervivència més important de diversos centenars de milions de llars extremadament pobres. Les regles sobre les exportacions de carn s'han canviat moltes vegades, sempre per adaptar-se a les circumstàncies canviants als països rics, la qual cosa generalment redueix encara més les possibilitats d'exportació de carn per als països pobres. Per aquesta raó, Kenya i molts altres països troben les normes molt injustes. No obstant això, els diplomàtics dels països rics els descoratgen a presentar una queixa formal davant l'OMC.

### Càncer dels cítrics
El càncer dels cítrics és una malaltia que afecta a les espècies de cítrics i és causada pel bacteri Xanthomonas axonopodis. La infecció causa lesions en les fulles, les tiges i els fruits dels arbres de cítrics, inclosos els til·lers, taronges i toronges. Si ben no és nociu per als humans, el càncer afecta significativament la vitalitat dels arbres de cítrics, provocant que les fulles i els fruits caiguin prematurament; una fruita infectada amb càncer és segura per menjar però massa lletja per vendre's. La malaltia, que es creu que es va originar en el sud-est asiàtic, és extremadament persistent quan s'estableix en una àrea, per la qual cosa és necessari destruir tots els horts de cítrics per erradicar amb èxit la malaltia. Austràlia, Brasil i els Estats Units pateixen actualment brots de càncer.
La malaltia es pot detectar en horts i fruits per l'aparició de lesions. La detecció primerenca és fonamental en situacions de quarantena. Els bacteris es proven per determinar el seu patogenicitat inoculant múltiples espècies de cítrics amb el bacteri. Simultàniament, altres proves de diagnòstic (detecció d'anticossos, perfil d'àcids grassos i procediments genètics mitjançant PCR) es duen a terme per identificar el cep particular de càncer. Els brots de càncer dels cítrics es prevenen i gestionen de diverses formes. Als països que no tenen càncer, s'evita que la malaltia ingressi al país mitjançant mesures de quarantena. En països amb nous brots, els programes d'erradicació que s'inicien poc després que s'ha descobert la malaltia han tingut èxit; tals programes es basen en la destrucció dels horts afectats. Quan l'erradicació no ha tingut èxit i la malaltia s'ha establert, les opcions de maneig inclouen reemplaçar els conreessis de cítrics susceptibles amb conreessis resistents, aplicar aerosols preventius de bactericides a força de coure i destruir els arbres infectats i tots els arbres circumdants dins d'un radi apropiat.
La indústria dels cítrics és la major indústria exportadora de fruites fresques d'Austràlia. Austràlia ha tingut tres brots de càncer dels cítrics; els tres van ser erradicats amb èxit. La malaltia es va trobar dues vegades durant la dècada de 1900 al Territori del Nord i va ser erradicada cada vegada. Durant el primer brot en 1912, tots els arbres de cítrics al nord de la latitud 19 ° sud van ser destruïts, la qual cosa va portar 11 anys erradicar la malaltia. En 2004, es va detectar càncer de cítrics asiàtic en un hort a Emerald, Queensland, i es creu que es deu a la importació il·legal de plantes de cítrics infectades. Els governs estatal i federal han ordenat que tots els horts comercials, tots els arbres de cítrics no comercials i tots els til·lers natius (C. glauca) en les rodalies d'Emerald siguin destruïts en lloc de tractar d'aïllar els arbres infectats.

### Seguretat alimentària
L'Organització de les Nacions Unides per a l'Agricultura i l'Alimentació (FAO) defineix la seguretat alimentària com a existent quan "totes les persones, a tot moment, tenen accés físic i econòmic a suficients aliments innocus i nutritius que satisfacin les seves necessitats dietètiques i preferències alimentàries per a una vida activa i saludable". Els quatre requisits que han de complir-se per a un sistema de seguretat alimentària inclouen la disponibilitat física, l'accés econòmic i físic, la utilització adequada i l'estabilitat dels tres elements anteriors al llarg del temps.
Dels 6.700 milions de persones del planeta, al voltant de 2.000 milions pateixen inseguretat alimentària. A mesura que la població mundial creixi a 9 mil milions en 2050, i les dietes canviïn per emfatitzar els productes de major energia i un major consum general, els sistemes alimentaris estaran subjectes a una pressió encara major. El canvi climàtic presenta amenaces addicionals per a la seguretat alimentària, que afecta el rendiment dels cultius, la distribució de plagues i malalties, els patrons climàtics i les temporades de creixement a tot el món.
Per tant, la seguretat alimentària s'ha convertit en un tema cada vegada més important en la política agrícola a mesura que els responsables de la presa de decisions intenten reduir la pobresa i la desnutrició al mateix temps que augmenten la capacitat d'adaptació al canvi climàtic. La Comissió sobre Agricultura Sostenible i Canvi Climàtic va enumerar accions de política d'alta prioritat per abordar la seguretat alimentària, inclosa la integració de la seguretat alimentària i l'agricultura sostenible en les polítiques mundials i nacionals, elevant significativament el nivell d'inversió mundial en sistemes alimentaris i desenvolupant programes i polítiques específics per Recolzar a les poblacions més vulnerables (és a dir, aquelles que ja estan subjectes a inseguretat alimentària).

### Sobirania alimentària
La «sobirania alimentària», terme encunyat per membres de Via Camperola en 1996, tracta sobre el dret dels pobles a definir els seus propis sistemes alimentaris. Els defensors de la sobirania alimentària col·loquen a les persones que produeixen, distribueixen i consumeixen aliments al centre de les decisions sobre els sistemes i polítiques alimentàries, en lloc de les demandes dels mercats i corporacions que creuen que han arribat a dominar el sistema alimentari mundial. Aquest moviment és defensat per diversos agricultors, camperols, pastors, pescadors, pobles indígenes, dones, joves rurals i organitzacions ambientals.